# Börje Konstenius
Börje Sigvard Konstenius, född 13 februari 1946 i Norrbotten, en svensk idrottsman (långdistanslöpare). Han tävlade för Stockholms Spårvägar. Han vann SM-guld i terränglöpning 4 km år 1972.